# Szafari (televíziós sorozat)
A Szafari (eredeti cím: Safari) 13 részes csehszlovák filmsorozat, amely 1987-ben készült. Magyarországon a Magyar Televízió vetítette magyar szinkronnal 1989-ben, 1990-ben és 1991-ben. A jelenetek egy részét Bajmóc várában forgatták.

## Szereplők
- Zuzana Cigánová
- Lubomír Kostelka
- Milan Kňažko
- Michal Dočolomanský
- Peter Debnár
- František Dibarbora
- Zuzana Kocúriková
- Emanuel Hason (Janko, Monika bátyja)
- Martin Zatovič
- Oldřich Velen
- František Černý
- Marcela Chlupová
- Jozef Dóczy
- Zdeněk Dvořák
- Ivan Giač
- Ján Greššo
- Milan Kiš
- František Kovár
- Ľudovít Kroner
- Zdena Kružíková
- Hynek Kubasta
- Žofia Martišová
- Miloslav Mejzlík
- Věra Nováková
- František Stupka
- Anna Nagyová-Šulajová
- Stanislav Tůma
- Rudolf Velický
- Slavo Záhradník
- Katarína Šulajová (Monika, az állatkert igazgatójának lánya)
- Pavol Mikulík
- Daniela Magálová (Elen)
- Karol Čálik
- František Gervai
- Jana Tomečková
- Júlia Gregorová
- Ján Topľanský
- Vladimír Hrabal
- Stanislav Valla

## Epizódok
1. A bagoly (Sova)
2. Zsak kapitány (Kapitán Žak)
3. A távirat (Telegram)
4. S.O.S.! (S.O.S.)
5. A baleset (Nehoda)
6. A parfüm (Parfum)
7. A körbástya (Podzemná chodba)
8. A titkos folyosó (Tajná svadba)
9. A hasonmás (Dvojník)
10. A fehér asszony (Biela pani)
11. Szafari (Safari)
12. A koronatanú (Korunný svedok)
13. Dodo utazik (Svadobná cesta)